# 堀川第一橋
堀川第一橋（ほりかわだいいちきょう）は、京都市上京区にある堀川に架けられている石橋。江戸時代には木造の「中立売橋」（なかだちうりばし）があった所で、地元では現在でも旧名で呼ばれることがある。京都市指定有形文化財、土木学会選奨土木遺産に指定されている。

## 概要
江戸幕府が設置した中立売橋が明治時代に京都府へ引き継がれ、1873年（明治6年）に石橋として架け替えられたものである。橋長14m、幅員8.2m。北側に車道用の橋、南側に歩道用の橋がある。
京都市内の木橋をいわゆる「永久橋」に架け替えたものとして堀川で最初の橋だったことから「堀川第一橋」と名付けられた。京都市内の公儀橋で「永久橋」に架け替えられた橋としては現存最古の橋である。構造は真円型（楕円や懸垂線でなくコンパスによる円の意）かつ世界的にも稀な「全円型」（アーチが川底まで伸びて完全円をなすもの）の石造アーチ橋で、欄干の意匠も伝統的な和風意匠になっている。

## 歴史
江戸時代に幕府はこの地に擬宝珠高欄付きの木橋である「中立売橋」を設置し、公儀橋として京都御所と二条城を結ぶ役割を担っていた。洛中洛外図には後水尾天皇が二条城へ向かうためこの橋を渡る様子が描かれている。
1873年（明治6年）に京都府によって石造の真円・全円型アーチ橋に架け替えられた。親柱の刻銘によりこの工事には、江戸時代以来石工が住んだ愛宕郡白川村（現京都市左京区白川）の石工が関わったことが明らかになっている。また、壁石には落雷で焼失した方広寺大仏(京の大仏)の基壇の石が転用されたと伝わる。
昭和30年代に、石畳舗装がアスファルト舗装に改められたが、平成になって30数年ぶりにアスファルトが剥がされ、石畳に戻された。一方でその極めて特異な特徴である全円型アーチは、下部が平成10年ごろに施工された堀川河床改修工事によりかさ上げされ、現在はほとんどその形態を観察することはできない。

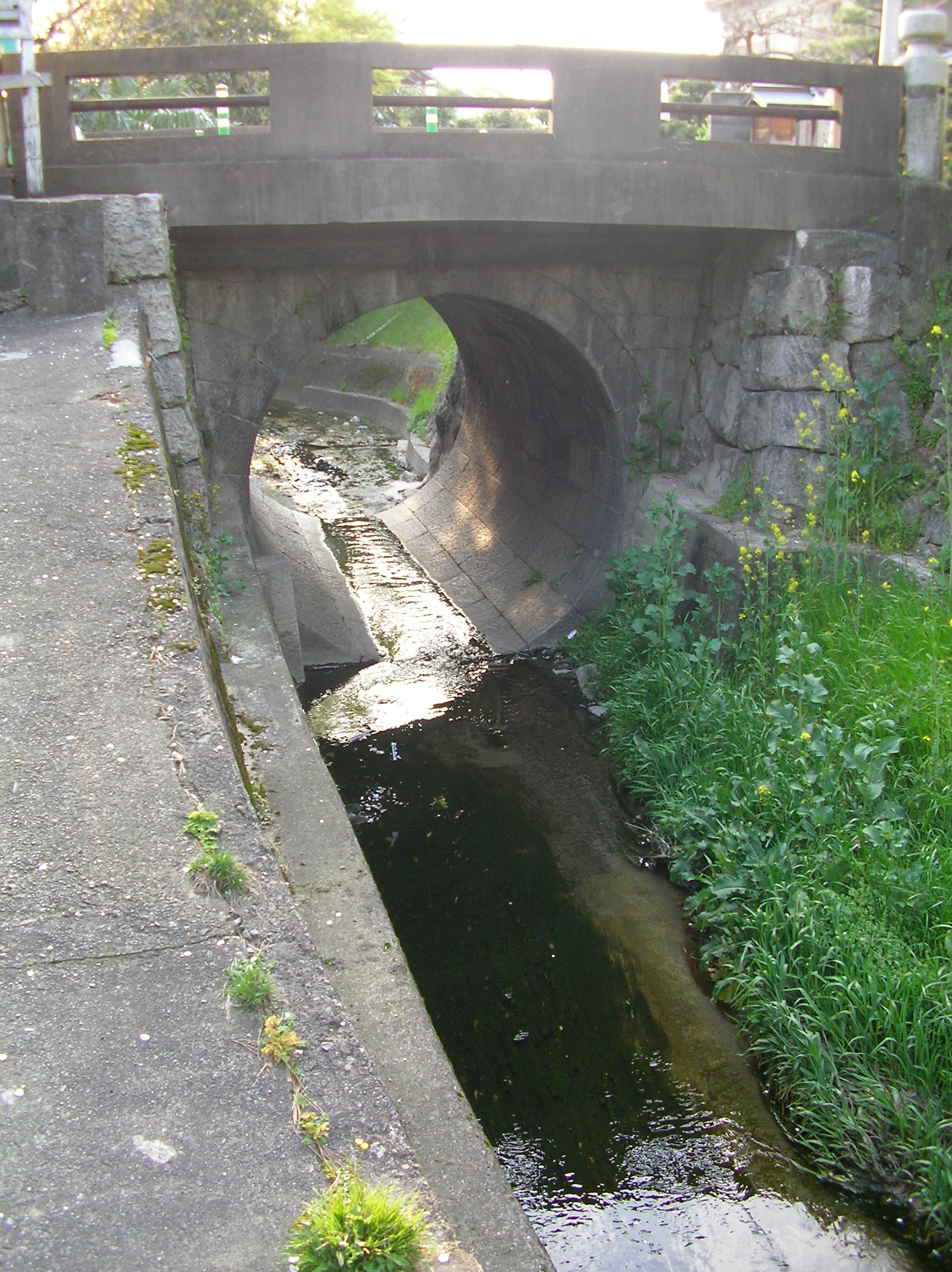
伏水街道第四橋（伏見区深草）。底まで円形を保っている。

なお、京都市内には同時期に施工された石造アーチ橋として、堀川第一橋下流数百ｍに「堀川第二橋（下立売橋）」、東山区本町十八丁目に「伏水街道第三橋」、伏見区深草直違橋北一丁目に「伏水街道第四橋」が現存する。このうち伏水街道第四橋は小規模ながらも「真円・全円型アーチ」の姿を今も我々に見せてくれる。このほか伏見街道には、東山区本町十一丁目に「伏水街道第一橋」、同十四丁目には「伏水街道第二橋」が架かっていたことが、古写真などで確認できる。このうち第二橋はやはり希少な真円・全円型アーチ橋であったことが分かる。
これら全円型アーチ橋のルーツとして、東山区東山五条の本願寺大谷廟入り口に架かる「円通橋」が指摘されている。円通橋は、安政3年（1856）築造、石造二連式真円・全円型アーチ橋である。